# Неогублений ненапружений голосний передньо-середнього ряду середньо-високого підняття
Неогублений ненапружений голосний передньо-середнього ряду середньо-високого підняття (англ. near-close near-front unrounded vowel) — один з голосних звуків. Інколи його також називають «неогубленим ненапруженим переднім високим голосним». В українському письмі позначається літерою и.

## Позначення
Handbook of the International Phonetic Association визначає [ɪ] як «середньо-централізований закритий передній неогублений голосний» (mid-centralized (lowered and centralized) close front unrounded vowel), отже, існує паралельне його позначення як [i̽]. Проте, в деяких мовах (наприклад, австралійській англійській, данській, шведській) наявний ненапружений голосний високого підняття, що відрізнюється від свого відповідника переднього ряду, який транскрибують у МФА як [i̞], [ɪ̟], [e̝] (у статті використане позначення [ɪ̟]).
- У Міжнародному фонетичному алфавіті позначається як [ɪ].
- У Розширеному фонетичному алфавіті SAM позначається як [I].

## Характеристика
- Підняття — високе, але він є ненапруженим: язик не так напружується, як при вимові голосних високого підняття.
- Ряд — передній, ненапружений: язик витягають вперед майже так само, як при вимові голосних переднього ряду
- Звук є неогубленим, тобто губи під час вимови не округляють

## В українській мові

### Сучасність
В українській мові звук [ɪ] — один з найпоширеніших звуків, його передають за допомогою літери «и», наприклад, у словах бик, кит, мити, ходити, займенниках ти, ми, ви, вони, закінченні інфінітива дієслів бігти, нести, чекати тощо. Окрім того, його вимовляють на місці ненаголошеного [ɛ] ([виритено], [зимля], [сило]). Змішування ненаголошених [ɪ] та [ɛ] — одна з найхарактерніших рис українського вокалізму. Іноді воно приводить до омофонії, коли різні слова звучать абсолютно однаково: «мине́» і «мене́» ([mɛ̝ˈnɛ], [меине́]), «наведу́» і «на виду́» ([nɑ̽wɪ̞ˈdu], [навиеду́]).

### Історія
За даними порівняльно-історичного мовознавства неогублений ненапружений голосний переднього підняття утворився в староукраїнський період (XII ст. до поч. XV ст. — у північноукраїнських діалектах та до кін. XV ст. — у південноукраїнських діалектах) злиттям двох давньоукраїнських (давньоруських) звуків праслов'янського походження — неогубленого голосного середнього ряду високого підняття [ɨ] («ы») і неогубленого голосного переднього ряду високого підняття [і] («і»). Слід зауважити, що аналогічний процес відбувся у болгарській і сербськохорватській мовах, тільки злиття цих голосних дало врешті не [ɪ], а [і], тобто «ы» перетворився на «і».
На початку XIX ст. далеко не всім дослідникам була очевидною відмінність [ɪ] від [ɨ]. Так, відомий український мовознавець О. П. Павловський писав у 1822 році:
|  | Ви ще кажете, що літера и у Малоросіян вимовляється дещо м'якіше, ніж ы: це значить, що ви говорите ще більш невизначально, ніж я. Бо який існує середній тон між ы та и? хіба тільки в іноземців, що недавно в Росії живуть… …У цих словах ви скрізь почуєте від Малоросіянина, якби він став їх вимовляти, чисте ы: бо вони, як і всі інші Росіяни, маючи голосові знаряддя досконалі, вимовляють чисто і ясно всі букви Оригінальний текст (рос.) [Вы еще говорите, что буква и у Малороссіянъ произносится несколько мягче, нежели ы: это значитъ, что вы говорите еще болѣе неопредѣлительно, нежели я. Ибо какой существуетъ средній тонъ между ы и и? развѣ только иностранцевъ, недавно въ Россіи живущихъ… …Въ сихъ рѣчахъ вы вездѣ услышите отъ Малороссіянина, ежели бы онъ сталъ ихъ переговаривать, чистое ы: ибо они, какъ и всѣ прочіе Россіяне, имѣя голосовыя орудія совершенныя, произносятъ чисто и ясно всѣ буквы ] Помилка: [undefined] Помилка: {{Lang}}: немає тексту (допомога): текст вже має курсивний шрифт (допомога) |

### Правопис
До кінця XVIII ст. зберегалась давньоукраїнська традиція орфографії, літера и продовжувала позначати не тільки звук [ɪ], але й [і], у той же час в інших словах (ты, вы, сытый) цей звук передавала літера «ы», на той час давно втративши свою первісну вимову ([ɨ]) у більшості українських говорів. Котляревський вживав для позначення [ɪ] переважно «ы» (бы, вызыраю, колы, крыва, мы, пылненько, тры), після шиплячих — «и», зрідка «ы» (живитъ, чимъ, зледащивъ, мужыкъ, бачывъ); так само після губних (убирайся, пичинокъ, бытыся, пылы, несамовытый, умытысь); вживання ж літер «и» й «і» для позначення звука [і] відповідало тодішній російській орфографії (див. «Правопис Котляревського»). Ярижка приписувала передавати [ɪ] виключно літерою «ы» (після шиплячих могли писати «и», «і»). Проект орфографії 1818 року (правопис Павловського) приписував передавати звук [ɪ] тільки літерою «ы», виключивши з абетки «и». Правопис Максимовича зберіг вживання літер «и», «і» для обох звуків, лише додаючи «дашок» до «и», коли її треба було читати як [і] (втім, й до нього відомі приклади для цієї мети використання двох крапок). Нарешті правопис 1837 року (Правопис Русалки Дністрової) виключив «ы» з української абетки, запровадивши правило передавати звук [ɪ] лише літерою «и», а звук [і] — літерою «і», втім, залишивши традиційне вживання літери «ѣ» (вѣра, ѣхати, лѣс, золотіѣ) — згідно з давньоруським правописом. Б. Д. Грінченко, використавши у своєму «Словарі української мови» для позначення [ɪ] літеру «и» (всупереч правопису, прийнятому тоді в Російській імперії), пояснює це у передмові до словника: «...правописаніе это препятствуетъ правильному начертанію звуковъ языка, обезображиваетъ внѣшній видъ изображаемыхъ словъ частымъ употребленіемъ ы... (Кіевъ, 11 ноября 1904)»

### У запозиченнях
Звук [ɪ] дуже поширений в мовах світу (див. таблицю), він часто зустрічається в англійській, німецькій і інших мовах. Але українською у власних іменниках його традиційно передають не літерою «и», а «і» (Білл, Сідней, Сіті) — можливо, так усталилося внаслідок посередництва російської мови при запозиченні (при передаванні ж загальних іменників вибір літери визначає «правило дев'ятки»).
Звук [ɪ] замінює близький до нього [ɨ] у запозиченнях з російської, а також інших мов (молдавської, казахської), що використовують на письмі літеру «ы» — літеру «и» у цьому випадку використовують як її український аналог. При транслітерації українських слів латинкою, для позначення [ɪ] прийнято вживати «y» (так само, як для російського [ɨ], позначуваного літерою «ы»).

## Приклади
| Мова                       | Мова                            | Слово | МФА             | Значення          | Примітки |
| -------------------------- | ------------------------------- | --- | --------------- | ----------------- | --- |
| Англійська                 | Більшість діалектів             | bit | [bɪt] д·і       | 'шматочок'        | Див. Англійська фонетика |
| Англійська                 | Австралійська англійська        | bit | [bɪ̟t]           | 'шматочок'        | Повністю передній. Див. Англійська фонетика |
| Англійська                 | Новозеландська англійська       | bed | [bɪd]           | 'ліжко'           | У тих самих випадках. В інших — більш відкритий [e], або навіть [ɛ] (для мовців у ПАР).                                                               |
| Англійська                 | Південноафриканська англійська  | bed | [bɪd]           | 'ліжко'           | У тих самих випадках. В інших — більш відкритий [e], або навіть [ɛ] (для мовців у ПАР).                                                               |
| Ассирійська арамейська     | Ассирійська арамейська          | [[[Сирійське письмо\|sitwa]]] Помилка: {{Lang}}: невпізнаний код мови: syrc (допомога)                                                                              | [sɪtwɐ]         | 'зима'            | Здебільшого в діалектах Тіарі. Звук [ə] вживають переважно в інших говірках.                                                                          |
| Ачуар-шивіар               | Ачуар-шивіар                    | — |                 |                   | Алофон звука [i]. |
| Верхньолужицька            | Верхньолужицька                 | być | [bɪt͡ʃ]          | 'бути'            | Алофон звука /i/ після твердих приголосних. Див. Верхньолужицька фонетика                                                                             |
| В'єтнамська                | В'єтнамська                     | chị | [cɪj˧ˀ˨]        | 'старша сестра'   | Див. В'єтнамська фонетика |
| Гіндустані                 | Гіндустані                      | — |                 |                   | Див. Фонетика гіндустані |
| Данська                    | Літературна                     | hel | [ˈhɪ̟ːˀl]        | 'цілий'           | Повністю передній. Частіше його транскрибують як [e] (може бути довгим) — згідно традиційному варіанту вимови. Див. Данська фонетика                  |
| Західнофризька             | Гінделоопський діалект          | beast | [bɪːst]         | 'тварина'         | Див. Західнофризька фонетика |
| Ірландська                 | Ірландська                      | duine | [dˠɪnʲə]        | 'особа'           | Див. Ірландська фонетика |
| Іспанська                  | Східноандалузька                | [[[Іспанська абетка\|mis]]] Помилка: {{Lang}}: текст вже має курсивний шрифт (допомога)                                                                             | [mɪ̟ː]           | 'мої'             | Повністю передній. Відповідає звуку [i] в інших діалектах, але в них ці звуки теж розрізнюють. Див. Іспанська фонетика                                |
| Іспанська                  | Мурсійський діалект             | [[[Іспанська абетка\|mis]]] Помилка: {{Lang}}: текст вже має курсивний шрифт (допомога)                                                                             | [mɪ̟ː]           | 'мої'             | Повністю передній. Відповідає звуку [i] в інших діалектах, але в них ці звуки теж розрізнюють. Див. Іспанська фонетика                                |
| Йоруба                     | Йоруба                          | — |                 |                   | Повністю передній, у МФА прийнято транскрибування [ĩ]. Являє собою носовий голосний, замість нього може бути закритий ĩ.                              |
| Кайнганг                   | Кайнганг                        | [ɸɪˈɾi] | [ɸɪˈɾi]         | 'гримуча змія'    | Атонічний алофон звуків /i/ і /e/. |
| Китайська                  | Юе                              | [[[Китайські ієрогліфи\|冰]]] Помилка: {{Lang}}: невпізнаний код мови: zh-yue-Hani (допомога)/[bing1] Помилка: {{Lang}}: текст вже має курсивний шрифт (допомога)   | [pɪŋ˥]          | 'лід'             | Див. Фонетика кантонської мови |
| Китайська                  | У                               | [[[Китайські ієрогліфи\| ? ]]] Помилка: {{Lang}}: невпізнаний код мови: zh-wuu-Hani (допомога)/[ih] Помилка: {{Lang}}: невпізнаний код мови: zh-wuu-Latn (допомога) | [iɪʔ˥]          | 'один'            | |
| Литовська                  | Литовська                       | viltis | [vʲɪlʲˈtʲɪs]    | 'надія'           | |
| Лімбурзька                 | Гамонтський діалект             | noorderweend | [ˈnoːʀdəʀβ̞ɪːnt] | 'північний вітер' | Літературна вимова, викликана нідерландським впливом; може вимовлятися також як [eː]. Див. Фонетика гамонтського діалекту                             |
| Лімбурзька                 | Гасселтський діалект            | mìs | [mɪs]           | 'хибний'          | |
| Лімбурзька                 | Вертський діалект               | zeen | [zɪːn]          | 'бути'            | Алофон звука /eə/ перед носовими приголосними. |
| Люксембурзька              | Люксембурзька                   | Been | [bɪ̟ːn]          | 'нога'            | Повністю передній; у МФА прийнято транскрибувати як [eː]. Описується також як «голосний високо-середнього підняття [eː]». Див. Люксембурзька фонетика |
| Монгольська                | Монгольська                     | ? | [xɪɾɘ̆]          | 'схил'            | |
| Нідерландська              | Діалект Орсмал-Ґуссенговена     | blik | [blɪ̟k]          | 'погляд, полиск'  | Голосний переднього ряду. |
| Нідерландська              | Роттердамський діалект          | bit | [bɪ̟t]           | 'шматочок'        | Скоріше передній; відповідає звуку [ɘ̟] в літературній нідерландській. Див. Нідерландська фонетика                                                     |
| Нідерландська              | Гаазький діалект                | bit | [bɪ̟t]           | 'шматочок'        | Скоріше передній; відповідає звуку [ɘ̟] в літературній нідерландській. Див. Нідерландська фонетика                                                     |
| Німецька                   | Південний бернський діалект     | [ˈɣ̊lɪːd̥] | [ˈɣ̊lɪːd̥]        | 'полотно'         | Відповідає звуку [ɛi̯] в мовленні міста Берна. |
| Німецька                   | Літературна                     | bitte | [ˈbɪtʰə] д·і    | 'будь ласка'      | Може мати нижче підняття. Див. Німецька фонетика |
| Німецько-платський діалект | Німецько-платський діалект      | winta | [ˈvɪntə]        | 'зима'            | |
| Норвезька                  | Норвезька                       | litt | [lɪt]           | 'трошки'          | Може бути повністю переднім. Див. Норвезька фонетика                                                                                                  |
| Пенджабі                   | Пенджабі                        | ਨਿੰਬੂ | [nɪmbu]         | 'лимон'           | |
| Португальська              | Бразильська португальська       | cine | [ˈsinɪ]         | 'кіношний'        | Вимовляється внаслідок редукції й нейтралізації ненаголошених [e] (може бути вставним), [ɛ] і [i]. Може також бути німим. Див. Португальська фонетика |
| Російська                  | Російська                       | дерево | [ˈdʲerʲɪvə] д·і | 'дерево'          | Вимовляється лише в ненаголошених складах. Див. Російська фонетика                                                                                    |
| Румунська                  | Банатський діалект              | râu | [rɪw]           | 'річка'           | Відповідає звуку [ɨ] у літературній румунській. Див. Румунська фонетика                                                                               |
| Сицилійська                | Сицилійська                     | arrìriri | [aˈrɪɾiɾi]      | 'усмішка'         | |
| Словацька                  | Словацька                       | [rýchly] Помилка: {{Lang}}: письмо: latn не підтримується для коду: sk (допомога)                                                                                   | [ˈrɪːxlɪ]       | 'швидкий'         | Середній між голосним переднього ряду і ненапруженим голосним переднього ряду. Див. Словацька фонетика                                                |
| Сумі                       | Сумі                            | pi | [pì̞]            | 'казати'          | Повністю передній; його також описують як «закритий [i]».                                                                                             |
| Турецька                   | Турецька                        | müşteri | [my̠ʃt̪e̞ˈɾɪ]      | 'споживач'        | Алофон звука [i], описуваний звичайно як «прикінцевий, що зустрічається в прикінцевому складі речення». Див. Турецька фонетика                        |
| Українська                 | Українська                      | кит | [kɪt]           | 'кит'             | Див. Українська фонетика. |
| Французька                 | Квебекський варіант             | petite | [pət͡sɪt]        | 'маленька'        | Алофон звука [i] в закритих складах. Див. Французька фонетика                                                                                         |
| Чеська                     | Богемський діалект              | byli | [ˈbɪlɪ]         | 'були'            | Також його описують як [e];. Відповідає [i] в моравському діалекті Див. Чеська фонетика                                                               |
| Шведська                   | Центрально-шведська літературна | sill | [s̪ɪ̟l̪ː] д·і      | 'оселедець'       | Повністю передній. Див. Шведська фонетика |
| Шотландська гельска        | Шотландська гельска             | thig | [hɪk]           | 'прихід'          | Див. Фонетика шотландської гельської мови |

Ісландську літеру «і» часто транскрибують як [ɪ], але насправді вона часто читається як середній закритий [e].